# Тюленин, Сергей Гаврилович

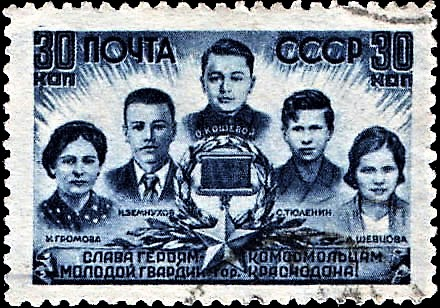
Герои-Молодогвардейцы:
Ульяна Громова, Иван Земнухов, Олег Кошевой, Сергей Тюленин, Любовь Шевцова

Серге́й Гаври́лович Тюле́нин (1925—1943) — один из основателей штаба организации «Молодая гвардия», Герой Советского Союза.

## Биография
Сергей Гаврилович Тюленин родился 12 августа 1925 года в селе Киселёво Новосильского уезда Орловской губернии (ныне Корсаковского района Орловской области). В 1926 году семья Тюлениных переехала на Украину в посёлок Сорокино (с 1938 — город Краснодон Ворошиловградской (ныне Луганской) области). Здесь же Сергей окончил 8 классов школы № 1.
С июня 1941 года Сергей Тюленин работал на шахте, затем на строительстве оборонительных рубежей.

### Молодая гвардия

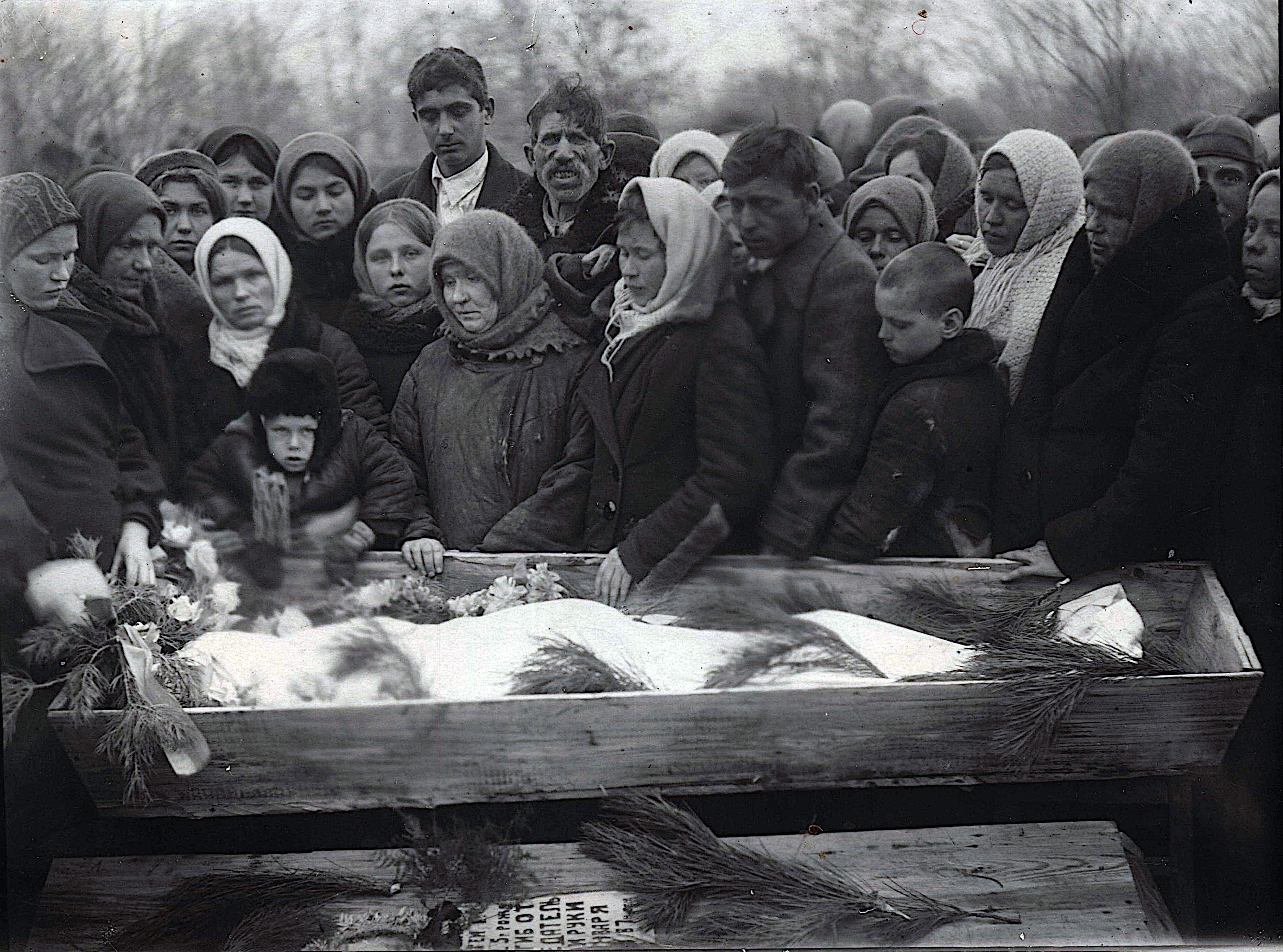
Похороны Сергея Тюленина

С началом немецкой оккупации Краснодона (20 июля 1942 года) Тюленин стал членом штаба и начальником боевой группы «Молодой гвардии». Успешно выполнял боевые задания штаба организации: участвовал в распространении листовок, сборе оружия, боеприпасов, взрывчатки. В ночь на 6 декабря 1942 года участвовал в поджоге биржи труда (2 тысячи молодых краснодонцев были избавлены от угона на работы в Германию).
В январе 1943 года, когда начались аресты, Тюленин перешёл линию фронта. Был принят в Красную Армию, участвовал в боях. Во время военных действий на Каменско-Краснодонском направлении он попал в плен, но сбежал и, раненый в руку, 25 января вернулся к родным, в Краснодон. Через два дня был предан соседкой и арестован. 31 января 1943, после жестоких пыток, с переломанными руками, в числе других участников «Молодой гвардии» был сброшен в шурф шахты № 5.
Похоронен в братской могиле героев на центральной площади города Краснодона, где сооружён мемориальный комплекс «Молодая гвардия».

## Награды
- Указом Президиума Верховного Совета СССР от 13 сентября 1943 года член штаба подпольной комсомольской организации «Молодая гвардия» Сергей Гаврилович Тюленин посмертно удостоен звания Героя Советского Союза;
- орден Ленина (1943);
- медаль «Партизану Отечественной войны» 1-й степени.

## Память

Бюст Сергея Тюленина на аллее молодогвардейцев в Харькове

Барельеф Сергея Тюленина на Аллее пионеров-героев (Ульяновск)

- В честь Сергея Тюленина во многих городах бывшего Советского Союза были названы улицы, пионерские дружины, теплоходы, рабочие коллективы, установлены памятники:
  - Альметьевск: улица Тюленина
  - Белорецк: улица Тюленина
  - Вельск: улица Тюленина
  - Волгоградская область: Государственное Бюджетное Учреждение имени Сергея Тюленина
  - Волгоград: улица Тюленина
  - Воронеж: переулок Тюленина
  - Донецк: улица Тюленина
  - Станица Динская: переулок Сергея Тюленина
  - Запорожье ( Украина): улица Сергея Тюленина
  - Йошкар-Ола: улица Тюленина
  - Казань: улица Сергея Тюленина
  - Краснодон: улица Сергея Тюленина
  - Вахрушево-2(посёлок городского типа): улица Тюленина
  - Калининград: улица Сергея Тюленина
  - Каховка: улица Сергея Тюленина
  - Кемерово: улица Сергея Тюленина
  - Киров: улица Тюленина
  - Колодищи (Беларусь): улица Сергея Тюленина
  - Копейск: улица Тюленина, памятник С. Тюленину
  - Курган: улица Серёжи Тюленина
  - Липецк: улица Тюленина
  - Молодогвардейск: улица Сергея Тюленина
  - Мурманск: улица Сергея Тюленина (упразднена)
  - Нижний Новгород: улица Сергея Тюленина
  - Новокубанск: улица Тюленина
  - Новосибирск: улица Тюленина
  - Омск: улица Сергея Тюленина
  - Орёл: улица Тюленина
  - Орск: улица Сергея Тюленина
  - Прокопьевск: улица Тюленина
  - Ростов-на-Дону: сквер Сергея Тюленина (сквер раньше назывался в честь советского генерала И.В. Тюленева, но в 2017 году по ошибке местных властей был переименован)
  - Санкт-Петербург: переулок Сергея Тюленина
  - Симферополь (Крым, Россия): улица Сергея Тюленина
  - Сочи: улица Тюленина
  - Ставрополь: проезд С.Тюленина
  - Тольятти: улица Сергея Тюленина
  - Чернигов ( Украина): улица Тюленина
  - Барельеф Сергея Тюленина на Аллее пионеров-героев (Ульяновск)
  - Уральск (Казахстан): улица С.Тюленина
  - Усть-Каменогорск (Казахстан): улица Тюленина
  - Хабаровск: переулок Тюленина
  - Тогучин: Улица С. Тюленина
- Является героем романа А. Фадеева «Молодая гвардия».
- В 2017 г. Почта Луганской Народной Республики выпустила блок марок «Молодая Гвардия 75 лет». Изображен на одной из марок блока[1].
- В 2015 году барельеф Сергея Тюленина установлен на Аллее пионеров-героев (Ульяновск)[2].

## Изображение в документалистике и кинематографии

### Художественные фильмы
- В Советском двухсерийном художественном фильме 1948 года «Молодая гвардия» Сергея Тюленина сыграл Сергей Гурзо.[3][4]
- В Российском четырёхсерийном художественном фильме 2006 года «Последняя исповедь» роль Сергея Тюленина сыграл Эльдар Лебедев.[5]
- В 2015 году в Российском сериале «Молодая гвардия» роль Сергея Тюленина сыграл Юрий Борисов.[6][7]